# Erwin Blask
Erwin Blask, född 20 mars 1910 i Gajrowskie i Ermland-Masuriens vojvodskap, död 6 februari 1999 i Frankfurt am Main, var en tysk friidrottare.
Blask blev olympisk silvermedaljör i släggkastning vid sommarspelen 1936 i Berlin.